# Paolo De Chiesa
Paolo de Chiesa (né le 14 mars 1956 à Saluces, dans la province de Coni, au Piémont) est un skieur alpin italien s'illustrant notamment slalom.

## Palmarès

### Championnats du monde
| Épreuve / Édition | Schladming 1982 | Valtellina 1985 |
| Slalom            | 4e              | 6e              |

### Coupe du monde
- Meilleur classement au général : 16e en 1982.
- 12 podiums dont 0 victoires.

### Différents classements en Coupe du monde
| Année/Classement | Année/Classement | Général | Général | Slalom | Slalom | Géant  | Géant  |
| ---------------- | ---------------- | ------- | ------- | ------ | ------ | ------ | ------ |
| Année/Classement | Année/Classement | Class.  | Points  | Class. | Points | Class. | Points |
| 1975             | 1975             | 10e     | 74      | 4e     | 61     | 14e    | 13     |
| 1976             | 1976             | 41e     | 11      | 15e    | 11     | -      | -      |
| 1977             | 1977             | 49e     | 5       | 18e    | 5      | -      | -      |
| 1978             | 1978             | 23e     | 25      | 8e     | 28     | -      | -      |
| 1979             | 1979             | 45e     | 21      | 15e    | 21     | -      | -      |
| 1980             | 1980             | 36e     | 43      | 14e    | 43     | -      | -      |
| 1981             | 1981             | 16e     | 68      | 4e     | 68     | -      | -      |
| 1982             | 1982             | 27e     | 67      | 8e     | 67     | -      | -      |
| 1983             | 1983             | 28e     | 57      | 7e     | 57     | -      | -      |
| 1984             | 1984             | 23e     | 70      | 5e     | 70     | -      | -      |
| 1985             | 1985             | 62e     | 22      | 26e    | 22     | -      | -      |